# De Rayas (manzana)
De Rayas es una variedad cultivar de manzano (Malus domestica). Esta manzana es originaria de Galicia, está cultivada en la colección de árboles frutales y banco de germoplasma de Mabegondo con el Nº 141; ejemplares procedentes de esquejes localizados en Herbón (La Coruña).

## Sinónimos
- "Manzana De Rayas",[4][5]
- "Maceira De Rayas".

## Características
El manzano de la variedad 'De Rayas' tiene un vigor elevado. Tamaño grande y porte erguido.
Época de inicio de brotación a partir del 24 de abril y de floración a partir de 7 mayo.
Las hojas tienen una longitud del limbo de tamaño corto, con la máxima anchura del limbo media. Longitud de las estípulas corta y la máxima anchura de las estípulas es desconocido. Denticulación del borde del limbo es ondulado, con la forma del ápice del limbo mucronado y la forma de la base del limbo es obtuso. Con subestípulas presentes.
Sus flores tienen una longitud de los pétalos media, anchura de los pétalos es ancha, disposición de los pétalos en contacto entre sí, con una longitud del pedúnculo media.
La variedad de manzana 'De Rayas' tiene un fruto de tamaño grande, de forma plana, de color bicolor, con chapa de a rayas, e intensidad fuerte. Epidermis de textura desigual, s sin pruina en su superficie, y con presencia de cera media. Sensibilidad al "russeting" (pardeamiento áspero superficial que presentan algunas variedades) muy poco sensible. Con lenticelas de tamaño pequeño.
Los sépalos están dispuestos en forma variable, superpuestos en su base; fosa calicina poco profunda de una anchura media. Pedúnculo de grosor medio y de longitud corto, siendo la cavidad peduncular de profundidad poco profunda y de anchura media. Con pulpa de color blanca, de firmeza es suave y textura intermedia; su jugosidad es intermedia con sabor de acidez media, dulzor medio-bajo y aromática.
Época de maduración y recolección a partir del 20 de agosto. 'De Rayas' es una manzana de aprovechamiento mixto, dedicada a la producción de sidra y se utiliza también como fruta de mesa.

## Susceptibilidades
- Oidio: ataque débil
- Moteado: no presenta
- Raíces aéreas: ataque débil
- Momificado: ataque débil
- Pulgón lanígero: no presenta
- Pulgón verde: ataque débil
- Araña roja: no presenta
- Chancro del manzano: no presenta[3]